# Митрополит карловачки Стефан (Станковић)
Стефан (Станковић) (Сремски Карловци, 24. јун 1788 — Сремски Карловци, 31. јул 1841) био је српски православни митрополит карловачки од 1837. до 1841. године.

## Биографија
Рођен је у Сремским Карловцима од родитеља Стојка и Пелагије. Гимназију је завршио у Сремским Карловцима, а филозофију на Универзитету у Пешти. Године 1807. поставио га је митрополит Стефан Стратимировић за професора у Карловцима. У чин ђакона рукоположио га је 25. децембра 1808. епископ пакрачки Јосиф Путник. Путник је био наклоњен Станковић и сматрао га "посинком" и помагао да напредује. Путник га је као свог протосинђела одвео у Хрватску, у Пакрац где се примио владичанског престола. У чин протођакона унапређен је 15. августа 1809. године у манастиру Лепавина. Замонашио се у манастиру Раковац у чин мале схиме. Замонашио га је старешина манастира архимандрит Прокопије Болић. У чин архимандрита ораховичког унапређен је 13. јула 1819. године. Било је то заслугом владике Путника, у време када је већ десет година провео у свештенству.
Изабран је за епископа будимског и чин посвећења обавио је у Сремским Карловцима 20. јануара 1829. године митрополит Стефан Стратимировић са епископима темишварским Јосифом и бачким Гедеоном. Њему у част је Адам Драгосављевић написао оду 1829. године и то је друга књига штампана Вуковим правописом. Прота Стаматовић је митрополиту Станковићу посветио свој алманах "Сербска пчела", покренут 1830. године За епископа бачког постављен је 30. септембра 1834. године. Волео је да свира гајде.
После смрти Стефана Стратимировића, изабран је 23. новембра 1837. године за митрополита карловачког. За време управе као митрополит је из личних стредстава стипендирао 12 младића међу којима и сликара Димитрија Аврамовића. Умро је у Сремским Карловцима 1841. године, где је и сахрањен у Саборној цркви.